# Homaspis brevis
Homaspis brevis är en stekelart som beskrevs av Barron 1990. Homaspis brevis ingår i släktet Homaspis och familjen brokparasitsteklar. Inga underarter finns listade i Catalogue of Life.